# Classe City
La classe City fu una classe di cannoniere corazzate in servizio sul Mississippi con l'Union Army prima e la Union Navy poi durante la guerra di secessione americana. Furono le prime navi corazzate degli Stati Uniti d'America.
Con classe City si identifica un gruppo di 7 cannoniere, dal progetto standardizzato, costruite a Carondolet, Missouri, nei cantieri di James Buchanan Eads. Talvolta sono identificate come Eads gunboats (Cannoniere di Eads) o Pook Turtles (Tartarughe di Pook), dal nome del loro progettista, Samuel M. Pook.
A partire dalla loro prima azione di guerra, alla battaglia di Fort Henry, le cannoniere classe City presero parte a quasi ogni azione significativa nella parte superiore del Mississippi.

## Antefatti

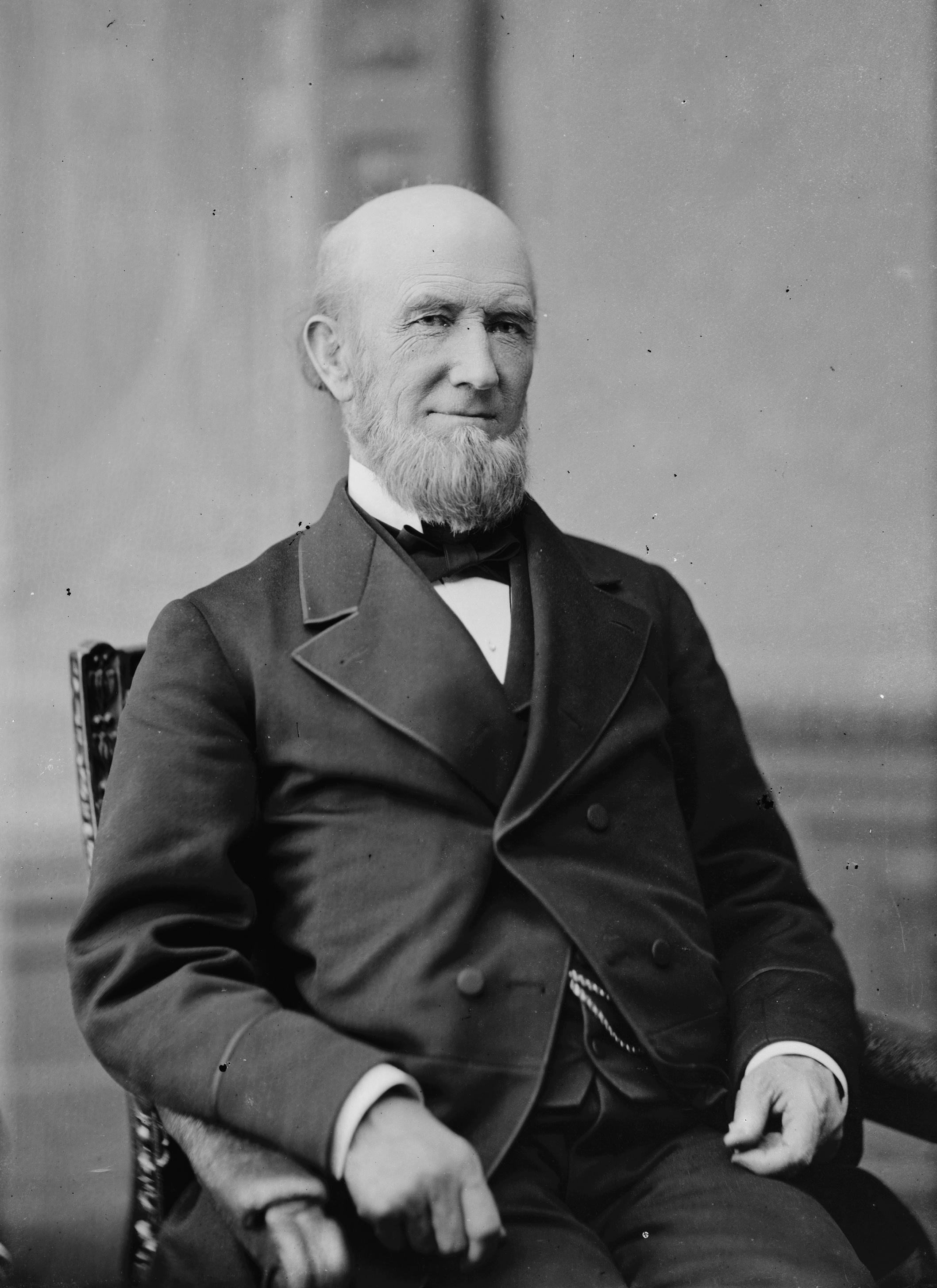
Foto di James Buchanan Eads.

James Buchanan Eads era un industriale, ingegnere civile e inventore di Saint Louis, Missouri, che rischiò la propria fortuna per supportare l'Unione durante la guerra di secessione.
Nei primi giorni del conflitto, prima che fosse certo che il movimento secessionista non aveva preso il potere in Missouri e quando ancora non si sapeva che il Kentucky era rimasto nell'Unione, Eads offrì al Governo federale una delle sue imbarcazioni di salvataggio, la Submarine No. 7, per farla convertire in nave da guerra per il servizio sui fiumi occidentali.
In una lettera che scrisse al Segretario alla Marina Gideon Welles, Eads sottolineò come lo scafo a catamarano della sua barca era già diviso in più compartimenti stagni, e quindi avrebbe potuto sostenere numerosi colpi di artiglieria nemica senza pericolo di affondare.
Il territorio interno, compreso ciò che concerneva la navigazione fluviale, era sotto la responsabilità dell'Esercito e non della Marina, così Welles passò la lettera al Segretario alla Guerra Simon Cameron, che a sua volta la mostrò al maggior generale George B. McClellan. McClellan in quel momento era comandante del Dipartimento dell'Ohio, con responsabilità che comprendevano la difesa del fiume Ohio e delle parti del Mississippi non controllate dai confederati.

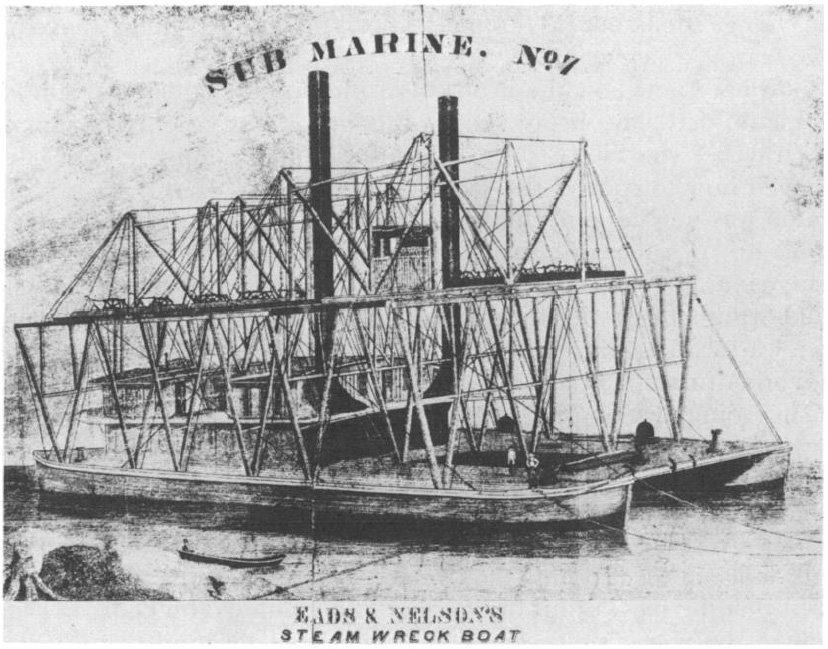
La Submarine No. 7 di Eads

Più o meno nello stesso periodo in cui McClellan ricevette la lettera, un ufficiale di Marina, John Rodgers, fu aggiunto al suo staff. Rodgers arrivò con l'ordine di rifornire il dipartimento di cannoniere, sia tramite acquisizione e conversione di imbarcazioni civili, sia costruendone ex novo. Con la lettera di Eads alla mano e gli ordini ricevuti da Rodgers, McClellan decise di passare la questione allo stesso Rodgers, a cui fu ordinato di andare a Saint Louis a consultarsi con Eads, valutando la fattibilità delle sue idee.
A Rodgers non piaceva la Submarine No. 7, ma la sua valutazione negativa fu annullata dal maggiore generale John C. Fremont, succeduto McClellan quando quest'ultimo fu chiamato a Washington per servire come comandante in capo dell'Union Army. Nonostante Rodgers si fosse opposto alla proposta di Eads, i due uomini dimostrarono di saper lavorare assieme, dando inizio ad una breve ma proficua collaborazione.

## Progettazione

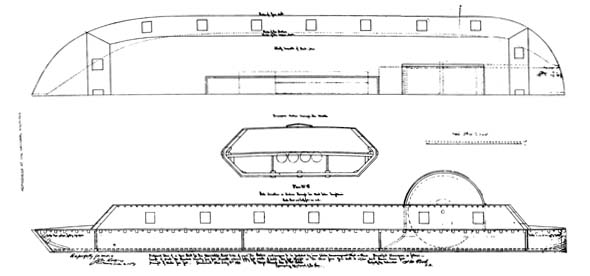
Il progetto originale di Pook per la classe City

Per ottemperare agli ordini ricevuti da Rodgers, lui e Eads elaborarono una serie di requisiti per una flotta di navi da guerra corazzate destinate ad operare lungo il Mississippi. Al contrario di Eads, Rodgers conosceva le caratteristiche che doveva possedere una nave da guerra di successo. Eads invece contribuì con la sua conoscenza delle caratteristiche necessarie ad operare sul Mississippi e dei metodi di costruzione navale a livello industriale. Assieme, stabilirono che le cannoniere dovevano possedere una corazzatura adeguata a resistere ai colpi diretti dell'artiglieria del tempo, una velocità sufficiente a muoversi controcorrente, un basso pescaggio ed un armamento sufficiente a presentare una minaccia seria e credibile per le forze nemiche. Inoltre, sebbene non dichiarate esplicitamente, entrambi comprendevano la necessità di strutture adeguate a supporto dell'equipaggio, che sarebbe stato probabilmente costretto a combattere all'interno della zona corazzata della nave nella calura estiva del Profondo Sud. Per aiutarli nella progettazione di una nave in grado soddisfare tutti questi requisiti, Rodgers chiese aiuto a John Lenthall, capo del Bureau of Construction and Repair. Lenthall fornì alcuni progetti preliminari ma, costretto a dedicare la maggior parte delle sue attenzioni alla flotta d'alto mare, si ritirò. 

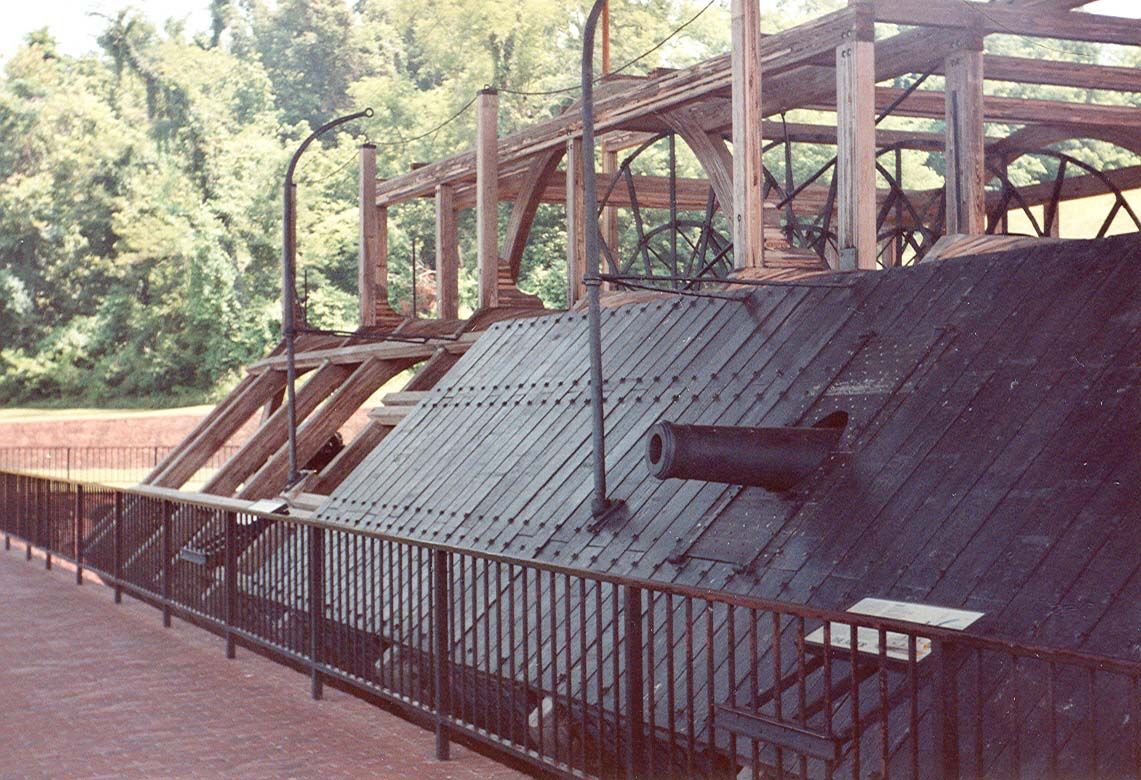
Vista laterale della USS Cairo. Si nota l'inclinazione dei lati della casamatta e in alto, priva di copertura, parte della struttura della ruota a pale.

Fu però in grado di fornire un sostituto. Il Dipartimento della Marina aveva già sotto contratto un uomo di provata esperienza nella progettazione di imbarcazioni fluviali, Samuel M. Pook, a quel tempo impiegato a Cairo, Illinois. Pook progettò una nave, o meglio una serie di navi, con un pescaggio di soli 1,9 m e armate con 13 cannoni. Sulla carta capaci di raggiungere gli 8 nodi (14,82 km/h), ognuna aveva una corazzatura spessa 2,5" (64 mm) a protezione della casamatta e 1,25" (32 mm) a protezione della cabina del pilota. Per portare alla velocità voluta la nave, appesantita da corazzatura ed armamento, serviva un grosso, e quindi pesante, apparato propulsivo. Per riuscire a mantenere basso il pescaggio nonostante il peso, le navi dovevano essere sufficientemente larghe rispetto alla loro lunghezza. La soluzione proposta da Pook fu uno scafo a tre chiglie, con le due laterali alquanto più lunghe di quella centrale. La propulsione era affidata ad un'unica ruota a pale, posta al termine della chiglia centrale. La casamatta corazzata si estendeva lungo le chiglie laterali, proteggendo la ruota a pale da fuoco nemico proveniente dalla prua e dai lati, lasciando però esposto il lato di poppa. Ognuna delle cannoniere era lunga 175 ft (53 m) e larga 51 ft e 2" (15,6 m). Il rapporto lunghezza/larghezza (tra i parametri che servono a calcolare il coefficiente di finezza) era quindi molto piccolo, inferiore a 3,4 e privilegiava la manovrabilità alla velocità. I lati della casamatta erano molto inclinati, e nella forma generale richiamavano la più nota delle navi da guerra confederate, la CSS Virginia (ex-USS Merrimack). Una volta in acqua, il loro aspetto goffo colpì la fantasia di alcuni giovani contadini, che le battezzarono Pook Turtles, letteralmente Tartarughe di Pook. Tale nome non ufficiale rimase in uso nel tempo.

## Costruzione e varo

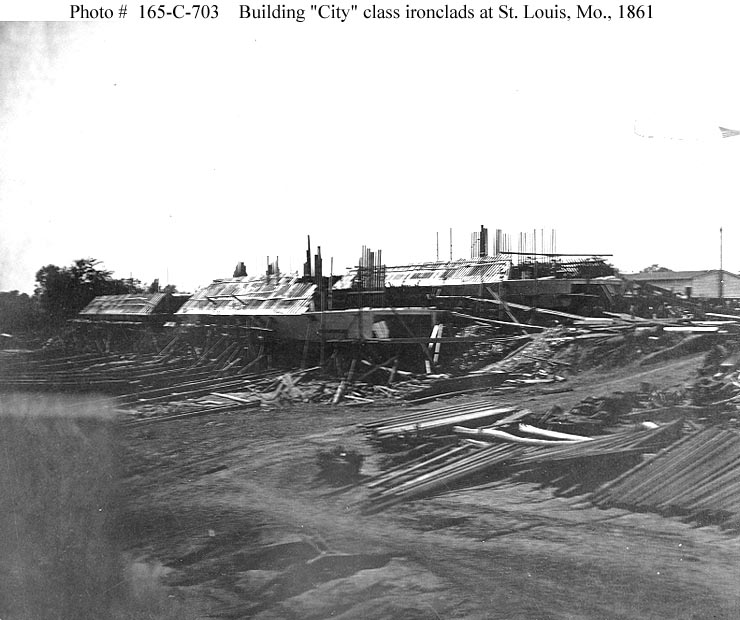
Cannoniere classe City in costruzione a Carondolet (Saint Louis), 1861

Eads presentò l'offerta vincente alla gara d'appalto per la costruzione di sette cannoniere basate sul progetto di Pook. La sua offerta fu di 89.600 $ a nave, e accettò di completarle entro il 10 ottobre 1861. A causa di cambiamenti al progetto a costruzione iniziata, la data di consegna slittò in avanti e il costo superò il doppio della cifra pattuita. Entro gennaio 1862, però, tutte e sette le navi furono consegnate all'Esercito, che le inquadrò nella Western Gunboat Flotilla. Ognuna delle sette cannoniere prese il nome da una città che sorgeva lungo il Mississippi: la Cairo da Cairo, Illinois, la Carondelet da Carondelet, Missouri, la Cincinnati da Cincinnati, Ohio, la Louisville da Louisville, Kentucky, la Mound City da Mound City, Illinois, la Pittsburgh da Pittsburgh, Pennsylvania e la Saint Louis da Saint Louis, Missouri. La Saint Louis fu in seguito rinominata Baron DeKalb, in onore di Johann de Kalb, maggiore generale del Continental Army.
Le prime quattro cannoniere furono costruite a Carondolet (oggi parte di Saint Louis). Questa fu una scelta logica, a Saint Louis vi erano dei bacini di carenaggio, vi si producevano sistemi propulsivi e vi erano numerosi artigiani specializzati per ogni lavoro richiesto. Infine, altra motivazione importante era che Saint Louis sorgeva sul Mississippi, e dal momento che le cannoniere dovevano essere impiegate proprio sul Mississippi, una volta terminate potevano entrare rapidamente in servizio. Le rimanenti tre cannoniere furono costruite ai Mound City Marine Railway & Shipyard facilities.

## Caratteristiche tecniche

### Armamento
Da progetto ogni cannoniera era equipaggiata con 13 cannoni. Tre cannoni a prua, quattro su ogni lato e due a poppa. All'entrata in servizio, l'armamento della maggior parte delle navi della classe era un mix di cannoni da 32 libbre, cannoni da 42 libbre e cannoni Dahlgren a canna liscia da 8" (203 mm). Inoltre, alcune navi imbarcavano anche un singolo obice navale da 12 libbre, non conteggiato come parte dell'armamento. Il mix di pezzi d'artiglieria fu modificato sulle singole navi nel corso della guerra.
Sebbene i cannoni Dahlgren erano abbastanza moderni, gli altri erano pezzi antiquati, come i 32 libbre, o modificati, come i 42 libbre, che in effetti erano vecchi pezzi a canna liscia convertiti a canna rigata. Questi cannoni da 42 libbre erano fonte di particolare preoccupazione per i comandanti militari, perché erano strutturalmente più deboli e più inclini ad esplodere dei cannoni costruiti appositamente a canna rigata. Infine, la distanza ravvicinata dei combattimenti fluviali aumentava notevolmente il pericolo di abbordaggi, da qui l'adozione dell'obice, che sarebbe servito a rispondere a questa eventualità, e non era impiegato per il combattimento regolare.

### Corazzatura

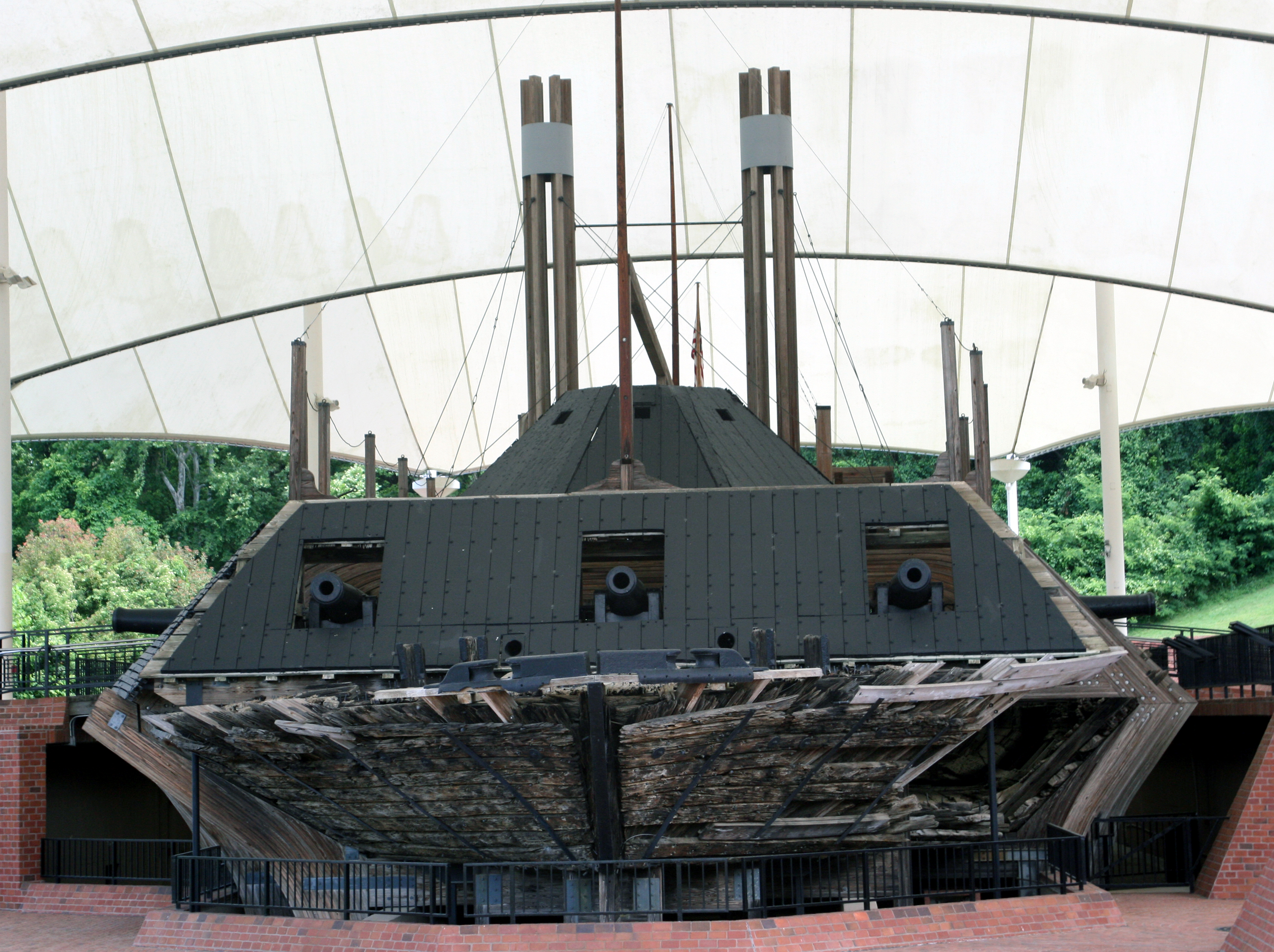
Vista frontale dei resti della Cairo. La struttura corazzata a tronco di piramide esagonale, che si può notare sopra la casamatta, era la cabina del pilota della nave

La corazzatura della casamatta, spessa 2,5" (64 mm), era formata da piastre larghe 13" (33 cm) e lunghe da 8 a 13 ft (2,44-3,96 m). Il peso totale della corazzatura era di 75 t. Il progetto originale di Pook prevedeva la corazzatura solo sui lati all'altezza dei motori. Rodgers, però, decise di estenderla anche sul lato anteriore. Il retro della casamatta, lo scafo e le parti di ponte non coperte dalla casamatta rimasero senza protezione. Ulteriori 47 t di corazzatura furono applicati dopo la battaglia di Fort Pillow. Furono anche aggiunte barre in ferro anti-speronamento a prua e a poppa.

### Propulsione
I motori furono progettati dall'ingegnere Thomas Merritt. La ruota a pale dal diametro di 22 ft (6,7 m) era mossa da una coppia di motori a vapore, montati alle estremità opposte dell'asse della ruota, angolati di 90°. Cinque caldaie, di 36" (0,91 m) di diametro e lunghe 24 ft (7,3 m), fornivano vapore ai motori. Si trattava di motori a cilindro singolo, con una alesaggio di 22" (0,56 m) ed una corsa di 6 ft (1,8 m).
Il posizionamento iniziale dei motori si rivelò insoddisfacente. Al fine di proteggerli dai colpi nemici, si decise di posizionarli nella parte bassa della stiva, in questo modo i motori si trovavano ad elaborare un misto di acqua e vapore. Per rimediare al problema, i motori furono spostati sopra alle caldaie. In questo modo rimanevano, però, parzialmente privi di protezione.

## Servizio

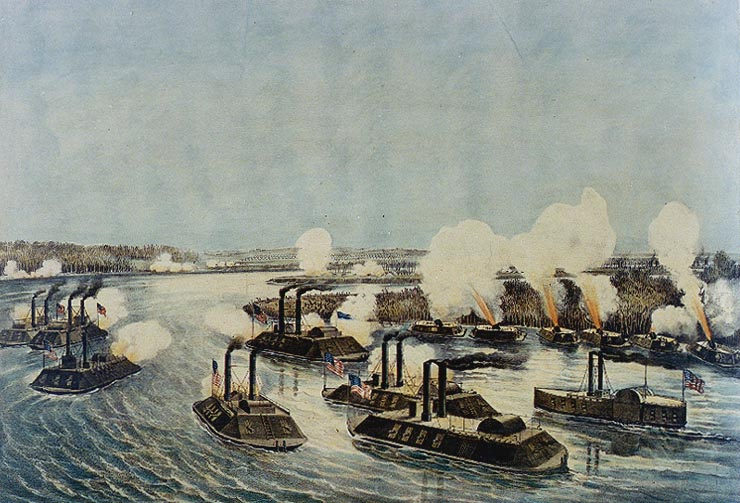
Litografia del 1862 raffigurante navi corazzate dell'Unione alla battaglia dell'Isola numero 10. Sulla sinistra quattro cannoniere classe City: la Mound City, la Louisville, la Pittsburg e la Carondelet. Sul lato destro, tra la Benton e la Conestoga, altre due cannoniere classe City, la Cincinnati e la Saint Louis

Poco dopo il loro completamento, quando ancora gli equipaggi non erano al completo, diverse cannoniere classe City furono mandate alla battaglia di Fort Henry, il 6 febbraio 1862. Le navi riportarono danni leggeri, ottenendo nel contempo una completa vittoria senza l'ausilio delle forze di terra. Questo iniziale successo generò delle aspettative esagerate sulla loro efficacia in battaglia, aspettative che furono tradite solo una settimana più tardi. Alla battaglia di Fort Donelson, il 14 febbraio 1862, quattro cannoniere classe City attaccarono il forte, le cui postazioni d'artiglieria risposero al fuoco. Tutte e quattro le navi furono costrette al ritiro per i danni subiti, anche se grazie alla corazzatura si minimizzarono le perdite tra i membri dell'equipaggio.
Due cannoniere, la Carondelet e la Pittsburgh, furono vitali nel coadiuvare l'Esercito a bloccare la fuga del presidio confederato alla battaglia dell'Isola numero 10, combattuta il 7 aprile 1862. Le due navi superarono le difese confederate con l'aiuto delle tenebre, dando vita al primo esempio della nuova tattica per aggirare le fortificazioni fisse. La guarnigione dell'Isola numero 10 si arrese infine alle cannoniere dell'Unione.
Dopo la presa dell'Isola numero 10 e di New Madrid, Missouri, l'obiettivo successivo era Fort Pillow, a monte di Memphis. I mortai iniziarono a bombardare il forte il 14 aprile 1862, e proseguirono fino al 4 giugno dello stesso anno. Le cannoniere assistettero i mortai proteggendoli dai contrattacchi confederati. Uno di questi, che diede luogo alla battaglia di Plum Point Bend, trovò la flottiglia di cannoniere impreparata e durante l'assalto le navi corazzate confederate riuscirono a speronare la Cincinnati e la Mound City. Gravemente danneggiate, riuscirono ad evitare l'affondamento portandosi in acque poco profonde.
Le cannoniere classe City ottennero la loro rivalsa meno di un mese dopo, quando si scontrarono nuovamente con le navi confederate. Appresa la lezione di Plum Point Bend, dove erano entrate in battaglia una alla volta, questa volta si presentarono in formazione compatta. Alla battaglia di Memphis, il 6 giugno 1862 quattro cannoniere classe City erano parte della flottiglia che sconfisse una formazione di otto navi corazzate confederate, affondandone o catturandone sette. Le cannoniere non subirono danni in quella che fu la battaglia più sbilanciata della guerra.

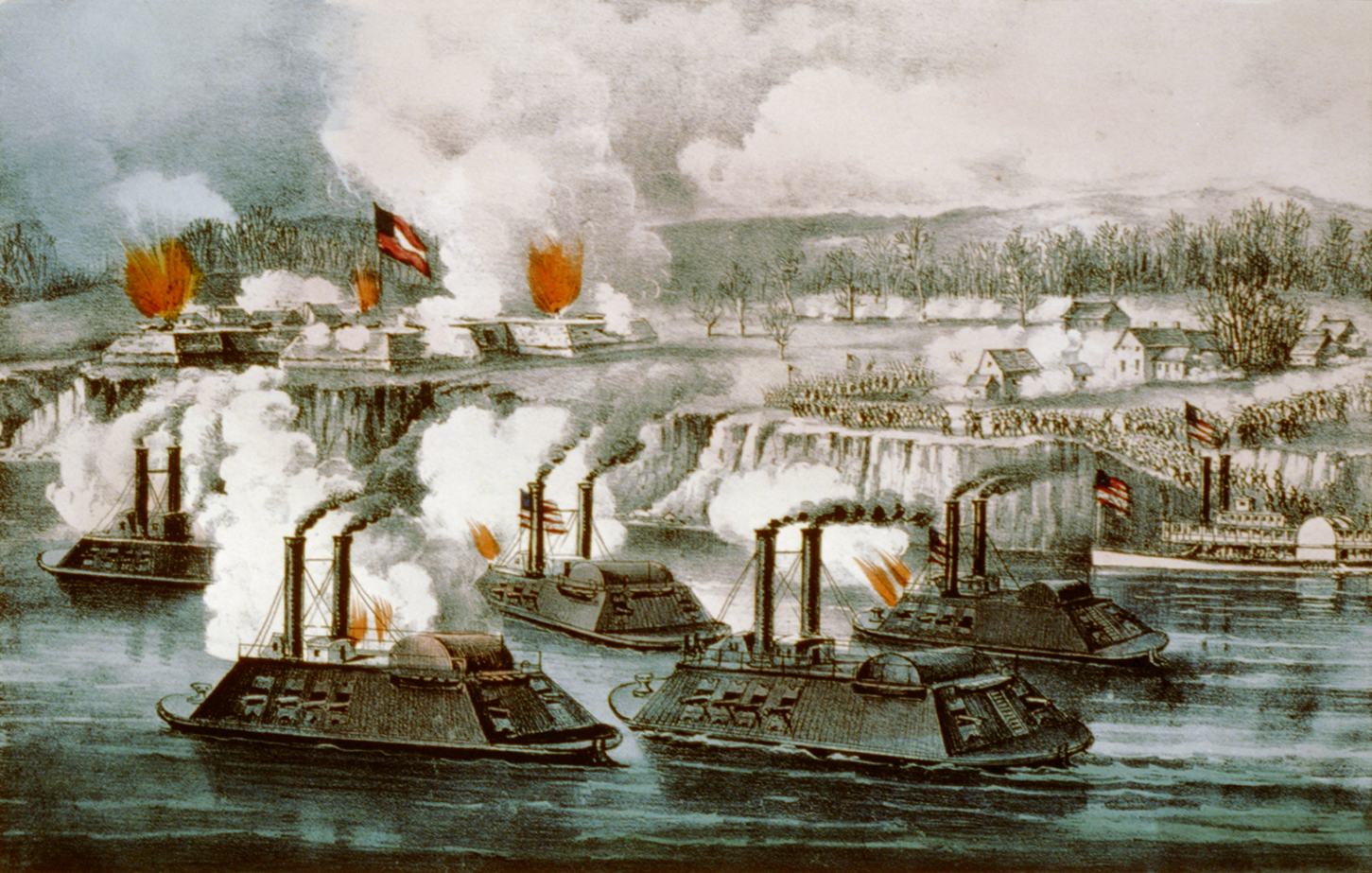
Cannoniere classe City alla battaglia di Fort Hindman

Due cannoniere furono tra le navi che accompagnarono l'Esercito nella spedizione in Arkansas lungo il White River. Il 17 giugno 1862, una batteria confederata a Saint Charles aprì il fuoco sulle navi dell'Unione, dando il via alla battaglia di Saint Charles. Un colpo penetrò la casamatta della Mound City, provocando l'esplosione della caldaia. Il vapore che fuoriuscì ucciso od ustionò gravemente quasi tutto l'equipaggio. Il fatto portò all'abbandono della spedizione. La Western Gunboat Flotilla si unì al blocco dell'Unione a Vicksburg, Mississippi, il 1º luglio 1862, in cui le navi dell'Unione tentarono senza successo di bloccare la città col supporto solo simbolico dell'Esercito.  Il 17 luglio 1862, la CSS Arkansas si scontrò con la Carondelet ed altre due navi lungo lo Yazoo. La Carondelet fu immobilizzata, i suoi timoni strappati via dai colpi nemici, e si arenò sulla riva. La Arkansas proseguì lungo il Mississippi, dove passo attraverso il resto della Gunboat Flotilla e oltre il blocco navale. Le cannoniere, ora inquadrate nel Mississippi River Squadron sotto il comando della Marina, nel tardo 1862 supportarono l'Esercito nella campagna di Vicksburg. Durante una missione di ricognizione lungo lo Yazoo, il 12 dicembre 1862, la Cairo impattò contro una mina navale ed affondò, senza perdite tra l'equipaggio. Fu la prima nave ad essere affondata da una mina durante la guerra. Il 27 dicembre 1862, alcune cannoniere simularono un attacco contro Haynes Bluff, ma fallirono nel loro intento di sviare l'attenzione delle forze confederate a difesa di Vicksburg. Tra il 28 e il 30 dicembre altre cannoniere bombardarono le postazioni confederate per sostenere l'assalto a Chickasaw Bluffs, concluso con un fallimento. Sempre come parte della campagna di Vicksburg, una forza congiunta Esercito-Marina si spostò lungo il fiume Arkansas e l'11 gennaio 1863 attaccò Fort Hindman. Il merito della vittoria dell'Unione fu in gran parte delle cannoniere, che distrussero il forte confederato. Come parte dei tentativi di superare alcune delle difese confederate di Vicksburg, alcune navi del Mississippi River Squadron furono impiegate in une operazioni lungo affluenti minori dello Yazoo. La prima fu la spedizione di Yazoo Pass, condotta dal 6 febbraio al 12 aprile 1863, che includeva una cannoniera classe City. La seconda fu la spedizione di Steele's Bayou, condotta tra il 14 e il 27 marzo 1863 e che ne comprendeva cinque. Entrambe le spedizioni si rivelarono un insuccesso. Il motivo principale fu l'inadeguatezza delle navi rispetto all'ambiente in cui furono impiegate. Nella notte tra il 16 e il 17 aprile 1863, una numerosa forza di cannoniere, tra cui quattro cannoniere classe City, attraversò le batterie confederate poste sul fiume Mississippi all'altezza di Vicksburg. La maggior parte delle navi subì danni solo superficiale. 

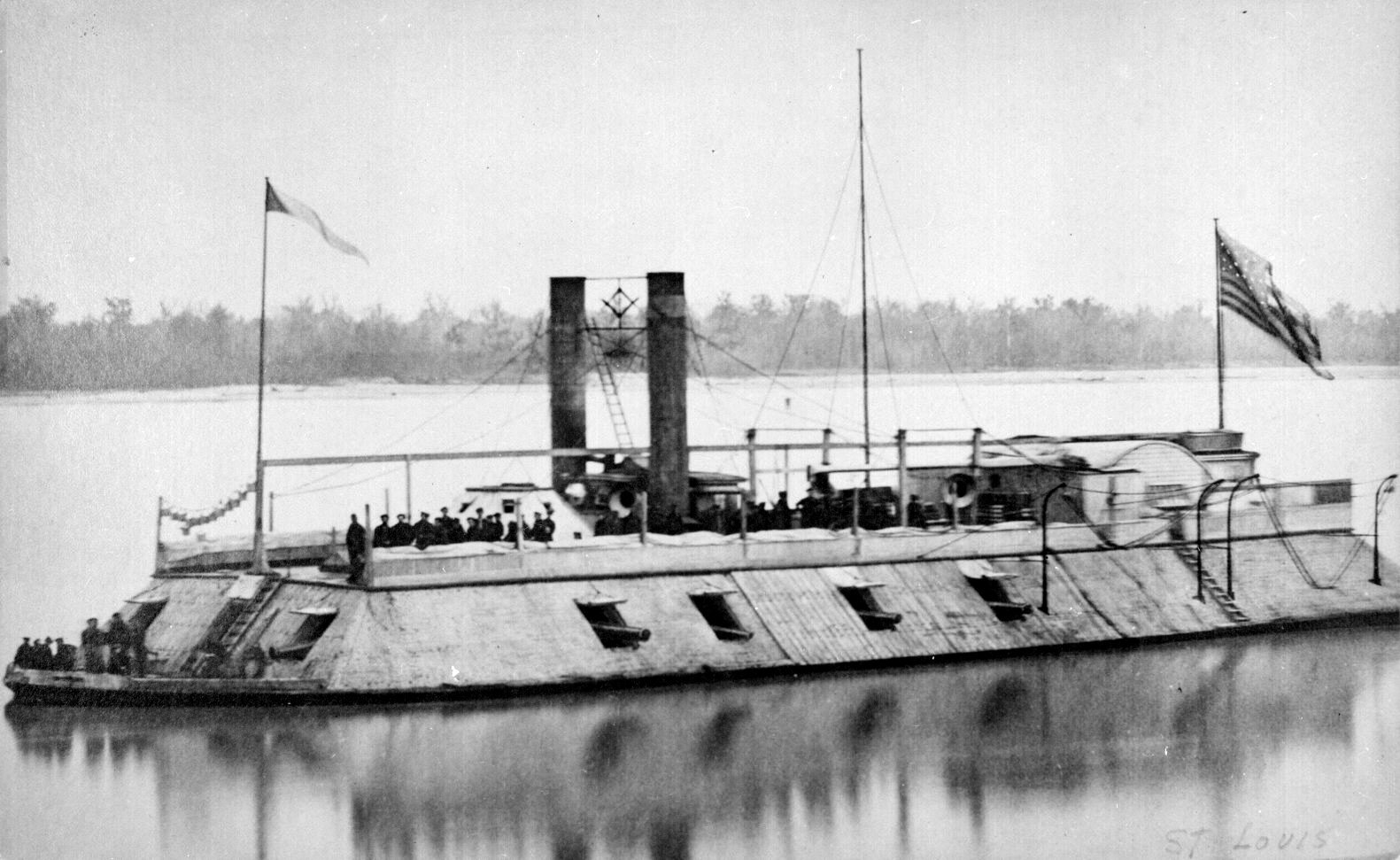
La Baron DeKalb, affondata da due mine il 13 luglio 1863

Lo scopo ultimo era di assistere il generale Ulysses S. Grant nel suo tentativo di attraversare il fiume e di attaccare le difese di Vicksburg da sud. Questo obbligò all'uso di cannoniere corazzate, navi normali non avrebbero potuto resistere al bombardamento delle batterie costiere confederate durante il ritorno a monte. Inizialmente, Grant prevedeva di attraversare il fiume da ovest a est all'altezza di Grand Gulf, Mississippi, a sud di Vicksburg, dove i confederati avevano costruito due forti, Fort Cobun e Fort Wade. Le cannoniere classe City erano tra le navi che furono impiegate, il 29 aprile 1863, per bombardare le batterie. Sebbene la flotta riuscì a mettere a tacere le batterie di Fort Wade e a ridurre il tasso di fuoco di quelle di Fort Cobun, non furono in grado di mettere queste ultime completamente fuori uso. L'operazione fu quindi considerata un fallimento, e Grant dovette rivedere i suoi piani
Dopo che l'Union Army ai comandi di Grant riuscì finalmente ad attraversare il fiume e ad assediare Vicksburg tra lo Yazoo e il Mississippi, il Mississippi River Squadron completò l'accerchiamento prendendo il controllo dei fiumi. Non vi furono operazioni navali di rilievo, ma Grant considerò vitale il contributo della Marina nella campagna, che si concluse definitivamente il 4 luglio 1863 con la resa di Vicksburg.
Durante l'assedio di Vicksburg, una parte del Mississippi River Squadron, tra cui una cannoniera classe City, fu deviato sul Red River per prendere il controllo di Alexandria, Louisiana, ed attaccare il vicino Fort De Russy, operazioni che si protrassero tra il 4 e il 17 maggio 1863. La città si arrese senza combattere, ma l'attacco alla forte, nel frattempo abbandonato dalla guarnigione confederata, si concluse in un nulla di fatto. Sebbene indifeso, sarebbe servito troppo tempo per distruggerlo.
Una volta che il Mississippi fu sotto al controllo dell'Unione, a seguito della presa di Vicksburg e di Port Hudson, le operazioni navali sul fiume cessarono. Durante questo periodo di relativa calma, il 13 luglio 1863 la Baron DeKalb (ex Saint Louis) fu affondata sullo Yazoo da due mine confederate. Gran parte del Mississippi River Squadron, comprese le cinque rimanenti cannoniere classe City, prese parte alla fallimentare campagna del Red River, dove si rischiò di perdere le navi per il calo del livello dei fiumi. Questa fu la loro ultima azione significativa. Tutte e cinque le cannoniere classe City sopravvissute furono vendute e demolite poco dopo la fine della guerra.

## Difetti di progettazione
Il punto debole della classe City era lo scafo. Non solo era facilmente penetrabile, ma una volta violato non c'era alcun sistema, come ad esempio una divisione in compartimenti stagni, che permettesse di isolare il danno. Questo rese vulnerabili le navi sia alle mine navali (Cairo e Baron DeKalb) sia allo speronamento (Cincinnati e Mound City). La loro corazzatura era inadeguata sotto due aspetti: sia il ponte che la poppa erano scoperti. La mancanza di corazzatura sul ponte rendeva le navi vulnerabili a colpi provenienti dall'alto, come quelli subiti alla battaglia di Fort Donelson. A poppa, invece, rimanevano scoperti in particolare i cavi dei timoni, tanto che a Fort Donelson ed in altre battaglie i sistemi di manovra furono facilmente disabilitati dal nemico.
Un difetto in comune a tutte le altre navi della loro epoca, era che nessun sistema di confinamento era stato previsto per il vapore che poteva uscire dalle caldaie se danneggiate in battaglia. L'esempio più rilevante della mancanza di questo sistema fu il disastro della Mound City del 17 giugno 1862, ma anche altre navi soffrirono dello stesso problema, con esiti talvolta non di minore gravità.
La particolare configurazione a tre chiglie con ruota a pale interna creava problemi di manovrabilità spesso trascurati. Le cannoniere non potevano essere governate controcorrente. Tali problematiche incisero sull'uso delle cannoniere sia alla battaglia dell'isola numero 10 che a quella di Memphis.

## Esemplari sopravvissuti
Il relitto della USS Cairo fu recuperato nel 1956. La cannoniera e i reperti recuperati con essa sono in esposizione al Vicksburg National Military Park, sotto la gestione del National Park Service.

### Annotazioni
1. ↑  Le cannoniere classe City furono costruite coi fondi del Dipartimento della Guerra, alla loro entrata in servizio erano quindi proprietà dell'Union Army, ovvero dell'Esercito. L'onore di prima nave corazzata della United States Navy spetta invece alla USS Monitor, entrata in servizio oltre un mese dopo la prima classe City.
2. ↑  La maggior eccezione in tal senso fu la battaglia di Shiloh.
3. ↑  Le navi da guerra oceaniche avevano rapporti lunghezza/larghezza di circa 6 o superiori. Per comparazione, nella CSS Alabama tale rapporto era di 6,95.
4. ↑  Nelle fonti dell'epoca indicate come torpedoes, ovvero siluri. All'epoca della guerra di secessione tale termine era infatti usato per indicare le prime mine navali.
5. ↑  Altre navi disabilitate da colpi alle caldaie furono la USS Essex alla battaglia di Fort Henry e la CSS General Beauregard alla battaglia di Memphis

### Fonti
1. ↑  Joiner 2007, pp. 17-18.
2. ↑  Joiner 2007, pp. 18-20.
3. ↑  War of the Rebellion, serie I, volume 2, p. 2.
4. ↑  Joiner 2007, p. 25.
5. ↑  War of the Rebellion,  serie III, volume 2, p. 815.
6. ↑  Gibbons 1989, p. 16.
7. ↑  War of the Rebellion, serie III, volume 2, pp. 816–832.
8. 1 2 3 4  Gibbons 1989, p. 17.
9. ↑  Official Records, serie II, volume 1, pp. 42, 49, 52, 59, 129, 180.
10. ↑  Canney 1993
11. ↑  Tucker 1989
12. ↑  Konstam 2002
13. ↑  Milligan 1965, pp. 29-30.
14. ↑  Milligan 1965, p. 14.
15. ↑  Milligan 1965, p. 23.
16. ↑  Official Records, serie I, volume 22, p. 493.
17. ↑  Joiner 2007, pp. 40-41.
18. ↑  Tucker 2006, pp. 123-126.
19. ↑  Joiner 2007, pp. 42-48.
20. ↑  Tucker 2006, pp. 127-131.
21. ↑  Joiner 2007, pp. 60-62.
22. ↑  Tucker 2006, pp. 135-140.
23. ↑  Joiner 2007, pp. 63-67.
24. ↑  Tucker 2006, pp. 140-146.
25. ↑  Joiner 2007, pp. 69-71.
26. ↑  Tucker 2006, pp. 146-148.
27. ↑  Joiner 2007, pp. 71-74.
28. ↑  Tucker 2006, pp. 148-149.
29. ↑  Joiner 2007, pp. 85-86.
30. ↑  Tucker 2006, pp. 210-211.
31. 1 2  Joiner 2007, p. 104.
32. 1 2  Tucker 2006, p. 219.
33. ↑  Joiner 2007, pp. 105-106.
34. ↑  Tucker 2006, pp. 219-220.
35. ↑  Joiner 2007, pp. 129-133.
36. 1 2  Tucker 2006, pp. 230-231.
37. ↑  Joiner 2007, pp. 133-134.
38. ↑  Joiner 2007, pp. 136-137.
39. ↑  Tucker 2006, pp. 231-235.
40. ↑  Official Records, serie I, volume 24, pp. 645-652.
41. ↑  Official Records, serie I, volume 25, pp. 280-289.
42. ↑  Joiner 2007, pp. 143-170.
43. ↑  Tucker 2006, pp. 297-322.
44. ↑  Joiner 2007, p. 138.
45. ↑  Milligan 1965, p. 104.
46. ↑  Joiner 2007, pp. 65-66.
47. ↑  Joiner 2007, p. 46.
48. ↑  Milligan 1965, p. 84.
49. ↑  Joiner 2007, p. 73.
50. ↑  Walke 1883, pp. 437-438.
51. ↑  Official Records, serie I, volume 22, p. 665.
52. ↑  Official Records, serie I, volume 23, p. 122.
53. ↑  Joiner 2007, p. 60.
54. ↑  Milligan 1965, p. 74.
55. ↑  Daniel&Bock 1996, p. 74.